# Hieronymus von Münchhausen
Hieronymus von Münchhausen (* 22. Juni 1680 in Wolfenbüttel; † 18. August 1742) war ein braunschweigischer Minister.

## Leben
Als Sohn des braunschweigischen Geheimrats und Konsistorialdirektors Busso von Münchhausen gehörte er zur weißen Linie des Adelsgeschlechts von Münchhausen. 
Im Jahr 1704 trat er als Kammerjunker in den Dienst der gemeinsam regierenden Herzöge Rudolf August und Anton Ulrich von Braunschweig und Lüneburg. Er wurde bald darauf zum Kammerrat und 1711 zum Geheimen Kammerrat befördert. 
Herzog August Wilhelm ernannte ihn 1716 zum Geheimrat, Kammerpräsidenten und Oberberghauptmann. Mit Genehmigung von August Wilhelm trat Münchhausen auch in den Dienst des Herzogs Ludwig Rudolf, des Bruders von August Wilhelm, der Blankenburg als selbständiges Fürstentum regierte. 
1727 fiel er bei Herzog August Wilhelm in Ungnade, wurde aber von Herzog Ludwig Rudolf geschützt, der sich bei seinem Schwiegersohn Kaiser Karl VI. für ihn einsetzte. Daraufhin erhielt er in Wolfenbüttel einen ehrenvollen Abschied. Er blieb erster Minister im Fürstentum Blankenburg und bekleidete dieselbe Stellung ab 1731 in Braunschweig-Wolfenbüttel, als August Wilhelm gestorben und damit Ludwig Rudolf ihm dort in der Regierung gefolgt war. Auch unter den beiden nächsten Herzögen Ferdinand Albrecht II. und Karl I. nahm er dasselbe Amt bis zu seinem Tode ein.

## Ehen und Erbe
Münchhausen war zweimal verheiratet. Seine zweite Frau brachte 14 Kinder zur Welt, von denen aber nur zwei Töchter und ein Sohn (Ferdinand, später kaiserlicher Postmeister in Braunschweig) ein höheres Alter erreichten.